# Rheosaurus sulcarostrum
Rheosaurus sulcarostrum — вид ящірок родини гімнофтальмових (Gymnophthalmidae). Ендемік Гаяни. Це єдиний представник монотипового роду Rheosaurus.

## Поширення і екологія
Rheosaurus sulcarostrum відомі з двох місцевостей, розташованих на північному заході Гаяни. Вони живуть у вологих рівнинних тропічних лісах. Відкладають яйця.

## Збереження
МСОП класифікує цей вид як такий, що перебуває під загрозою зникнення. Rheosaurus sulcarostrum загрожує знищення природного середовища.